# День православной книги
День православной книги — праздник Русской православной церкви, который празднуется 1 марта по юлианскому календарю; в XXI веке соответствует 14 марта по григорианскому календарю. Приурочен к дате выпуска первой на Руси печатной книги Ивана Фёдорова «Апостол», вышедшей в свет 1 марта 1564 года. Отмечается с 2010 года.
По словам председателя Издательского совета Московского Патриархата митрополита Калужского и Боровского Климента (Капалина): «Цель этого праздника — не только вспомнить о событии издания первой книги, но и обратить внимание на значение книги для каждого из нас, вспомнить свою первую любимую книгу, которая когда-то распахнула перед нами новый мир знаний, открыла тайны духовной жизни, приобщила нас к великой русской культуре, познакомила с миром прекрасного. Что такое книга? Для каждого из нас она учительница жизни, через неё нам прививается образ восприятия мира, формируется наше мышление». Праздник по задумке организаторов не противопоставляет православную книгу другой литературе; он нацелен на то, чтобы обратить внимание самых широких кругов читателей на лучшие традиции русской литературы.
Традиционно к этому дню приурочено проведение книжных ярмарок, выставок, чтений духовной литературы, лекций по православной культуре, конференций, посвящённых истории книгопечатания на Руси, вопросам распространения православной литературы. В эти дни проводятся встречи с литераторами и представителями Русской православной церкви, концерты духовной музыки, акции по сбору и передаче православной литературы в городские и районные библиотеки, социальные и учебные заведения.

## Создание
Инициативу провести день православной книги впервые высказала Белгородская епархия Русской православной церкви в апреле 2009 года. Тогда было предложено приурочить праздник к отмечающемуся 23 апреля года Всемирному дню книг и авторского права, введённому 15 ноября 1995 года решением сессии ЮНЕСКО.
18 ноября 2009 года Патриарх Кирилл в ходе заседания Издательского Совета Русской Православной Церкви предложил учредить День православной книги, сказав: «Наверное, имеет смысл в какой-то день особенно подумать и помолиться о книгоиздателях, о книгоиздании. Не может быть успеха в Церкви, если мы не сопровождаем своего делания сугубой молитвой. Я бы предложил проводить ежегодно День православной книги. Его можно было бы приурочить ко дню выхода первой печатной книги Ивана Фёдорова „Апостол“, которая вышла 1 марта 1564 года. В этот день можно было бы собрать издателей и вообще всех, кто работает на книжном поприще, совершить богослужение, провести какие-то конференции, расширенные заседания, в том числе Издательского Совета. Можно проводить в этот день по приходам акцию „Православная книга — в каждую семью“. Вообще, нужно подумать, как такой день можно было бы насытить содержанием».
25 декабря 2009 года на заседании Священного Синода Русской Православной Церкви был рассмотрен вопрос о мерах по дальнейшему расширению церковной проповеди через книгу. Решением Синода было постановлено учредить ежегодный День православной книги, который решено было проводить во всех епархиях Русской Православной Церкви. Издательскому Совету была поручена разработка программы Дня православной книги и координация проведения этого праздника. В тот же день Синод учредил и Патриаршую литературную премию.
В итоге на февраль-март 2010 года во всех епархиях Русской Православной Церкви были запланированы уникальные выставки православных рукописных и старопечатных книг из фондов епархиальных библиотек, передача в дар православной литературы городским библиотекам, встречи, открытые уроки, круглые столы, поэтические вечера. Было решено проводить выставки-ярмарки православной литературы для детей, юношества, молодёжи и семейного чтения. Проведение Дня православной книги поддержали представители федеральной и региональной властей России. Самые масштабные мероприятия по случаю Дня православной книги были намечены в Москве.